# Katalanische Eröffnung
Bei der Katalanischen Eröffnung (oder kurz: Katalanisch) handelt es sich um ein Eröffnungssystem im Schachspiel. Katalanisch zählt traditionell zu den geschlossenen Spielen, trägt jedoch einen Zwitter-Charakter: Entscheidet sich Schwarz dafür, den weißen Bauern auf c4 zu schlagen, so entsteht eine Partie mit lebhaftem, offenem Charakter. Man unterscheidet deshalb zwischen der offenen und der geschlossenen Katalanischen Partie.

## Spielaufbau
Die Hauptvariante des Katalanischen beginnt mit den Zügen
1. d2–d4 Sg8–f6 2. c2–c4 e7–e6 3. g2–g3
Zugumstellungen und Übergänge von und zu anderen Eröffnungssystemen kommen bei Katalanisch sehr häufig vor. Charakteristisches Merkmal ist die Aufstellung des weißen Läufers auf g2, man spricht auch vom Katalanischen Läufer. Von g2 aus wirkt der Läufer auf der wichtigen weißen Hauptdiagonale des Schachbretts.

### Offene Variante
Die offene Variante wird durch die Züge 3. … d7–d5 4. Lf1–g2 d5xc4 charakterisiert.
Dann kann sich Weiß zwischen der sofortigen Rückeroberung des Bauern mit 5. Dd1–a4+ Lc8–d7 6. Da4xc4 Ld7–c6 oder zur Weiterentwicklung durch 5. Sg1–f3 entscheiden. Das Spiel wird im letzteren Fall durch 5. … Sb8–c6 6. Dd1–a4 Lf8–b4+ 7. Lc1–d2 Sf6–d5, bzw. 6. … Sf6–d7 7. Da4xc4 Sd7–b6 8. Dc4–d3 e6–e5 oder 6. 0–0 Ta8–b8 schnell taktisch.

### Geschlossene Variante
Die geschlossene Variante wird durch die Züge 3. … d7–d5 4. Lf1–g2 Lf8–e7 5. Sg1–f3 0–0 charakterisiert.
Hier nimmt Schwarz nicht sofort auf c4, sondern entwickelt zunächst seinen Königsflügel.

### Nebenvarianten
Schwarz ist nicht verpflichtet, 3. … d7–d5 zu spielen.
Er kann auch 3. … Lf8–e7 oder 3. … c7–c6 spielen und den Gegenstoß d5 noch hinauszögern.
Oder er spielt 3. … Lf8–b4+ mit möglichem Übergang in die Bogoljubow-Indische Verteidigung. Nach 4. Lc1–d2 kann Schwarz den Läufer entweder mit 4. … Dd8–e7, 4. … a7–a5 oder 4. … c7–c5 decken oder ihn einfach nach e7 zurückziehen. Möglich ist auch der Abtausch 4. … Lb4xd2+, Weiß kann mit 5. Sb1xd2 eine Figur entwickeln oder mit der Dame auf d2 zurücknehmen, um den Springer b1 auf das zentralere Feld c3 zu entwickeln.
Mit 3. … c7–c5 ist Schwarz dazu bereit, dass Weiß mit seinem d-Bauern nach d5 vorstößt und so in eine Variante der Modernen Benoni-Verteidigung einlenkt. Deckt Weiß stattdessen mit 4. Sg1–f3, kann Schwarz mit 4. … c5xd4 5. Sf3xd4 zur Englischen Symmetrievariante übergehen oder auch mit 4. … d7–d5 nebst d5xc4 in die offene Variante überleiten.
Beispielvarianten:
- 3. … Lf8–e7 4. Sg1–f3 0–0 5. Lf1–g2 c7–c6 6. 0–0 d7–d5 7. Dd1–c2 Sb8–d7
- 3. … c7–c6 4. Sg1–f3 d7–d5 5. Lf1–g2 Lf8–d6 6. b2–b3 0–0 7. 0–0 Dd8–e7 8. Lc1–f4
- 3. … Lf8–b4+ 4. Lc1–d2 Dd8–e7 5. Lf1–g2 (5. Sg1–f3 Bogoljubow-Indische Verteidigung)
- 3. … Lf8–b4+ 4. Lc1–d2 a7–a5 5. Lf1–g2 (5. Sg1–f3 Bogoljubow-Indische Verteidigung)
- 3. … Lf8–b4+ 4. Sb1–d2 c7–c5 5. a2–a3 (5. d4xc5 Lb4xc5 6. Lf1–g2 0–0 7. Sg1–f3 d7–d5 8. c4xd5 e6xd5 Tarrasch-Verteidigung) Lb4xd2+ 6. Dd1xd2 c5xd4
- 3. … c7–c5 4. d4–d5 (Moderne Benoni-Verteidigung) b7–b5 (Wolga-Gambit)
- 3. … c7–c5 4. Sg1–f3 d7–d5 5. c4xd5 Sf6xd5 (5. … e6xd5 Tarrasch-Verteidigung)
- 3. … c7–c5 4. Sg1–f3 c5xd4 5. Sf3xd4 Englische Symmetrievariante

Hieraus kann man leicht erkennen, dass Zugumstellungen im Katalanischen sehr häufig vorkommen.

## Geschichte
Ihren Namen verdankt die Eröffnung dem Schachturnier von 1929 in Barcelona. Die Organisatoren dieses Turniers baten den Großmeister Savielly Tartakower, eine Eröffnung zu schaffen und sie nach der Region Katalonien zu benennen. Dennoch kann Tartakower schwerlich als der Urheber dieser Eröffnung gelten. Ihm wird das Verdienst zuteil, diese Spielweise systematisch untersucht und salonfähig gemacht zu haben.
Die wohl erste überlieferte Katalanische Partie wurde schon 1894 zwischen Joseph Henry Blackburne und John Washington Baird im 9. DSB-Kongress in Leipzig gespielt. Lange vor 1929 ergaben sich oft Katalanische Stellungen, meist durch Zugumstellung aus der Englischen oder der Reti-Eröffnung. Frühere Katalanische Partien mit namhafter Beteiligung, die über die Zugfolge 1. d4 nebst frühem g3 entstanden sind, waren z. B. Edward Lasker gegen José Raúl Capablanca, Lake Hapatcong 1926, und Milan Vidmar gegen Aaron Nimzowitsch, New York 1927.
Ihre moderne Gestalt erhielt die Eröffnung im Weltmeisterschafts-Revanchekampf 1937 zwischen Alexander Aljechin und Max Euwe.
Die Katalanische Eröffnung erwies sich als robust und erfolgreich. Weltmeister und Weltklassespieler wie
Alexander Aljechin, Michail Botwinnik, Samuel Reshevsky, Wassili Smyslow, Anatoli Karpow, Garri Kasparow und in der Gegenwart Alexander Khalifman, Boris Gelfand, Wladimir Kramnik, Levon Aronian, Viswanathan Anand und Magnus Carlsen haben sie mit Erfolg gespielt. So erzielte beispielsweise Kramnik im Weltmeisterschaftskampf 2006 gegen Wesselin Topalow aus drei Partien mit der Katalanischen Eröffnung zwei Siege und ein Remis. Auch im Wettkampf gegen Deep Fritz 10 2006 wandte Kramnik sie zweimal an und erreichte beide Male Remis. Anand erreichte im WM-Kampf gegen Wesselin Topalow mit der Katalanischen Eröffnung aus vier Partien zwei Siege und zwei Unentschieden.